# ウォルター・デイヴィス・ジュニア
ウォルター・デイヴィス・ジュニア（英: Walter Davis Jr.、1932年9月2日 – 1990年6月2日）は、アメリカ合衆国のハード・バップ・ジャズのピアニスト。 

## 略歴
バージニア州リッチモンドに生まれた。十代でバブス・ゴンザレスとそのグループ「スリー・ビップス・アンド・ア・バップ」と共演した。1950年代には、メルバ・リストンやマックス・ローチと録音し、またチャーリー・パーカーやディジー・ガレスピー、ローチと共演した。1958年に、アート・ブレイキーのジャズ・メッセンジャーズにピアニスト兼作曲家・編曲者として入団するという夢をかなえて間もなく、ドナルド・バードとの共演でパリのル・シャ・キ・ペシュ（Le Chat Qui Peche）において大々的な公演を行い、大成功を収めた。1960年代に楽壇から引退して、裁縫師として働いた後、1970年代に楽壇に復帰して、ソニー・ロリンズやジャズ・メッセンジャーズと共演した。ケニー・クラークやソニー・クリス、ジャッキー・マクリーン、ピエール・ミシュロ、アーチー・シェップら、そのほか大勢のジャズ・ミュージシャンとの共演で録音も行なった。
デイヴィスは、バド・パウエル作品の優れた解釈で知られるが、セロニアス・モンクの天才的な楽曲やピアノ様式を取り入れたアルバムも録音している。ピアニストとしての録音のうち今なお流通しているものは数少ないものの、定期的に再評価される傾向にあり、驚くほど独創的かつ実験的で、野心的な楽曲は、長らく忘れられずにきた。そのいくつかはアート・ブレイキーズ・ジャズ・メッセンジャーズのアルバムに収録されている。「スコーピオ・ライジング（Scorpio Rising）」や「バックギャモン（Backgammon）」、「ウラノス（Uranus）」、「ジプシー・フォーク・テイルズ（Gypsy Folk Tales）」、「ジョーディ（Jodi）」、「ロニー・イズ・ア・ダイナマイト・レイディ（Ronnie Is a Dynamite Lady）」などの新鮮で進歩的な作品は、教会旋法のパターンや、数々のリズムの変化、さらに、オペラのアリアばりに大きな弧を描く内声部の旋律線と、伝統的な和声法とを組み合せたものである。
1987年から1988年まで放映された（ティム・リード主演の）CBSテレビのコメディ番組『フランクス・プレイス（Frank's Place）』に、脇役のピアニストとして出演した。クリント・イーストウッドが監督した映画『バード』では、サウンドトラック用の楽曲を提供している。
1990年6月にニューヨークにおいて、肝臓病と腎臓病の合併症のために他界した。57歳であった。4人の娘のうち、アラナ・デイヴィスはシンガーソングライターとして活躍している。

## ディスコグラフィ

### リーダー・アルバム
- 『デイヴィス・カップ』 - Davis Cup (1959年、Blue Note)
- 『イルミネイション』 - Illumination (1977年、Denon Jazz)
- 『アバイド・ウィズ・ミー』 - Abide With Me (1978年、Denon)
- A Being Such As You (1979年、Red)
- 『ナイト・ソング』 - Night Song (1979年、Denon)
- 『400イヤーズ・アゴー、トゥモロウ』 - 400 Years Ago, Tomorrow (1979年、Owl)
- Blues Walk (1979年、Red)
- 『LIVE AU DREHER』 - Live Au Dreher (1981年、Night And Day) ※with ケニー・クラーク、ピエール・ミシュロ
- Uranus (1981年、Palcoscenico)
- 『イルミネーション』 - Illumination (1988年、Bellaphon/Jazz City)
- 『スコーピオ・ライジング』 - Scorpio Rising (1989年、SteepleChase)
- In Walked Thelonious (1990年、Mapleshade) ※ソロ・ピアノ
- Moscow-Washington Jazz Summit (1990年、Mapleshade Productions) ※Jazznost名義